# 林昶
林昶，广东吴川人，明朝政治人物、进士出身。
洪武十八年，登乙丑科进士，授署正。